# قصر عقيل

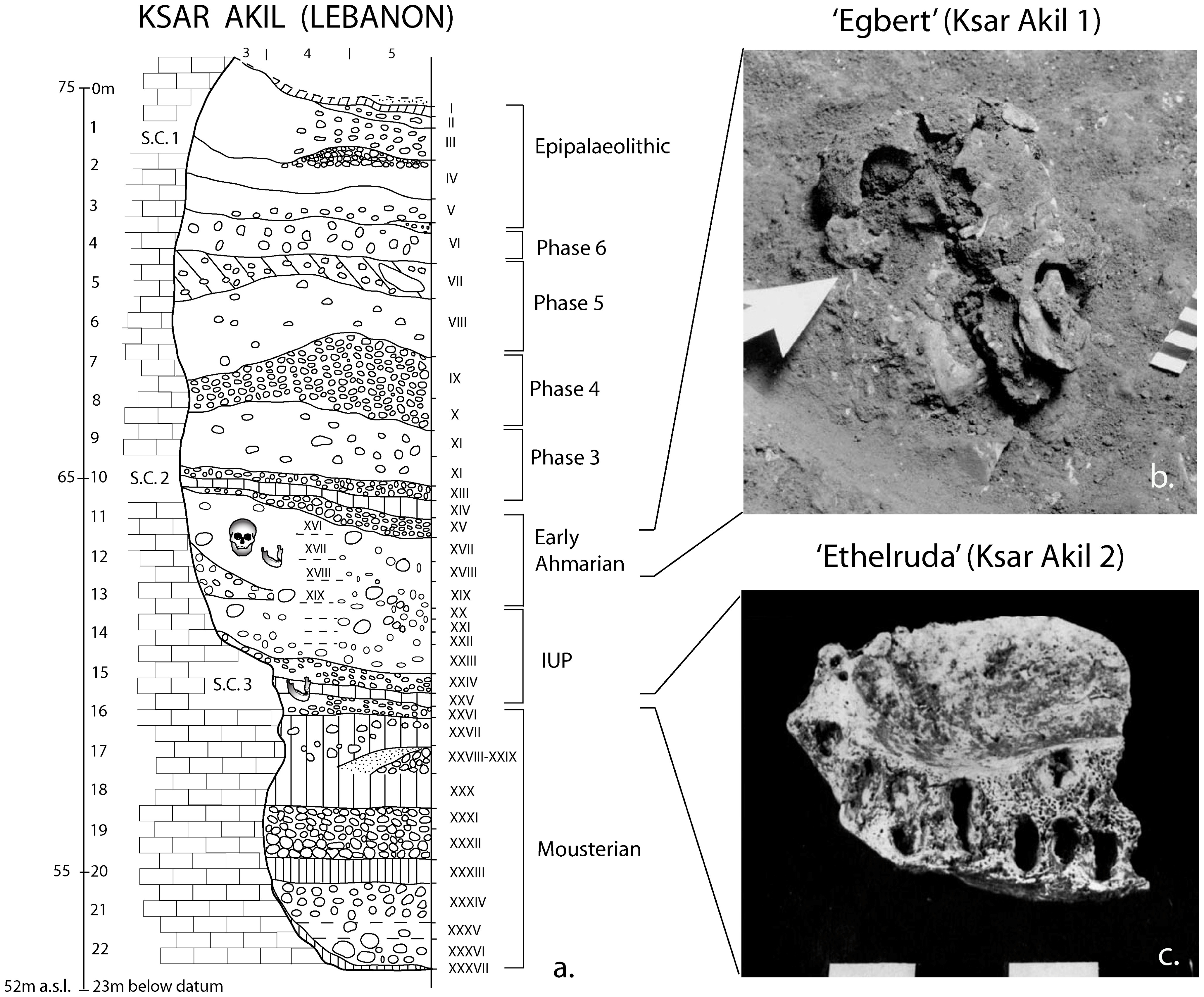
تسلسل طبقي في قصر عقيل، واكتشاف أحفورتين لإنسان عاقل، تعود تاريخها إلى الفترة من 40,800 إلى 39,200 قبل الميلاد and 42,400–41,700 BP for "Ethelruda".

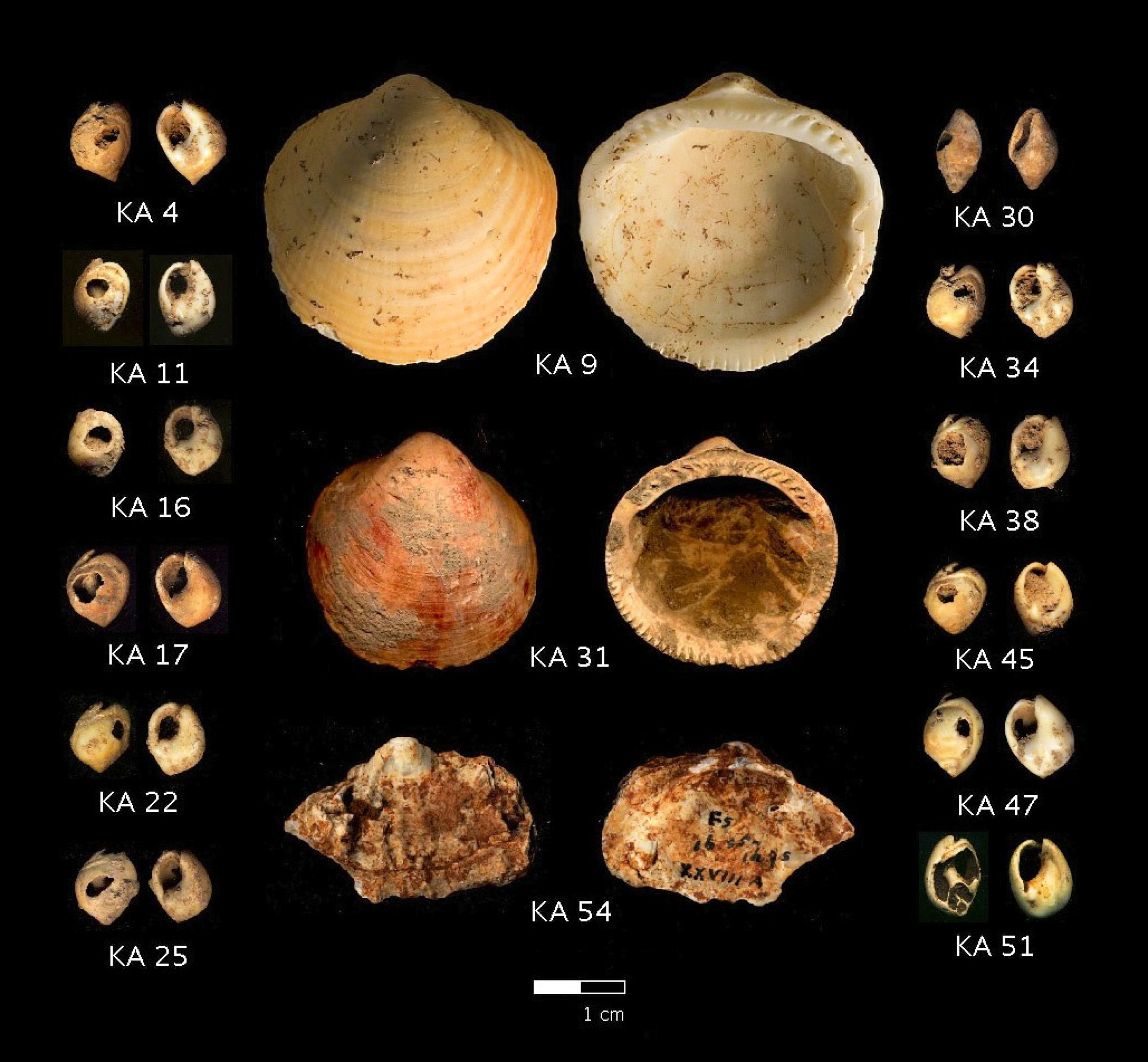
قواقع حلزون ورخويات وجدت في قصر عقيل

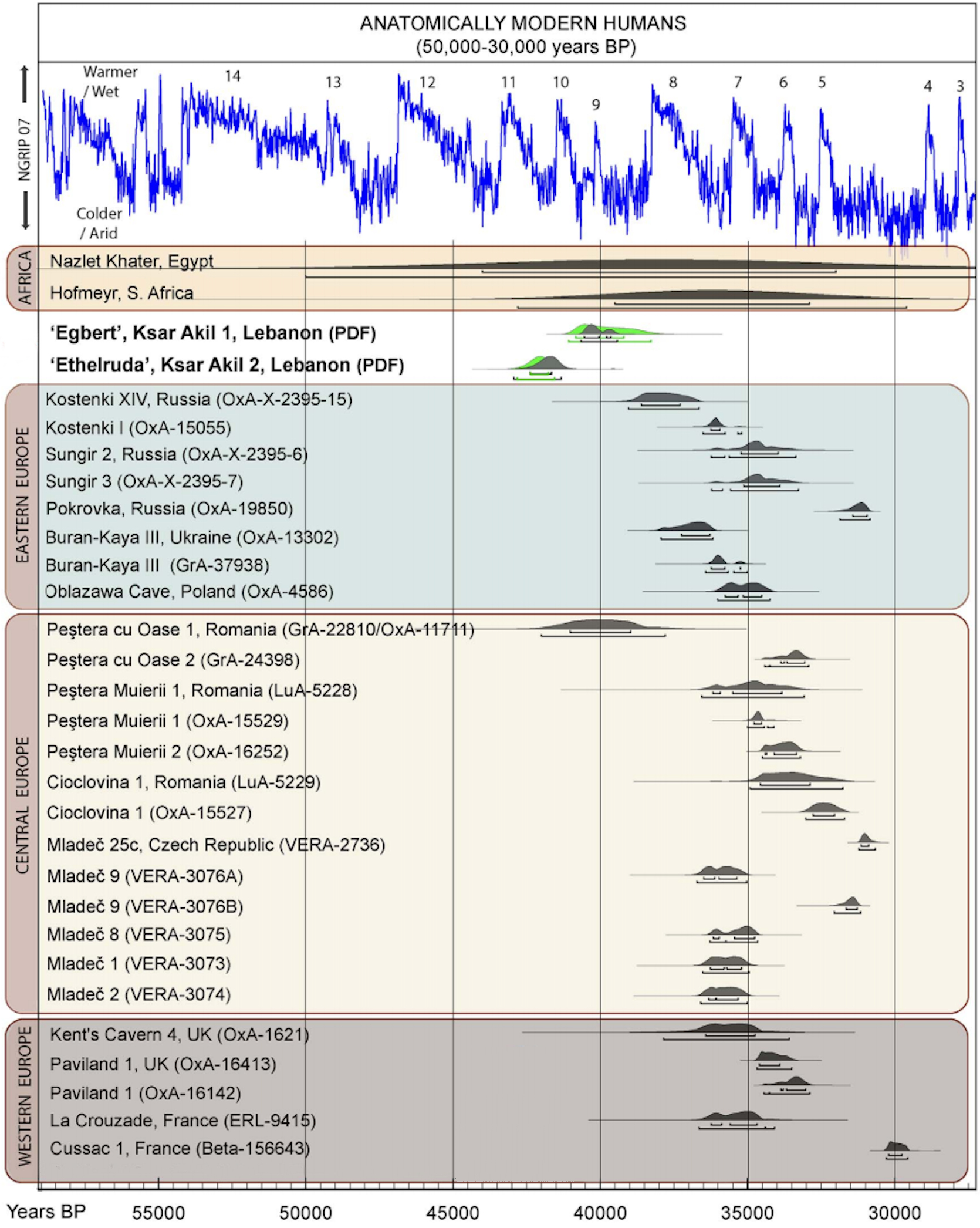
بقايا أثرية لإنسان حديث أرّخت بواسطة الكربون المعاير عام 2013.

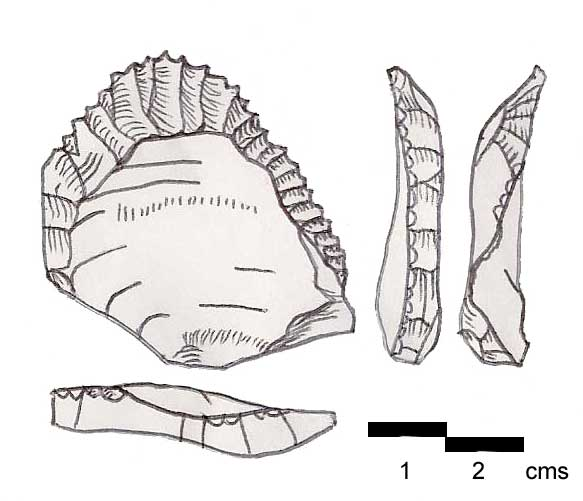
Ksar Akil Flake made by Levallois technique. Found on the surface at Ksar Akil, لبنان. Blue-grey jurassic flint that patinates to white.

قصر عقيل) هو موقع أثري 10 كـم (6.2 ميل) يقع شمالي شرقي بيروت في لبنان. يقع على بعض حوالي 800 متر غربي نبع أنطلياس على الضفة الشمالية للرافد الشمالي للوادي. وهو عبارة عن مأوى صخري كبير أسفل منحدر شديد الانحدار من الحجر الجيري.
لوحظ الموقع للمرة الأولى عام 1900 بواسطة غودفروي زوموفين وتمّت دراسته للمرة الأولى عام 1926 بواسطة أ.ي. داي تم التنقيب عنه أولاً بشكل ممنهج عامي 1937 و1938، ثم عامي 1947 و1948، ثم لاحقاً خلال الفترة 1969-1975 قبل أن تتوقف أعمال التنقيب بسبب الحرب الأهلية اللبنانية.
أظهرت التنقيب أن الرواسب وصلت إلى عمق حوالي 23.6 متراً وهي إحدى أطول سلاسل حجر الصوّان الصناعي من العصر الحجري القديم التي وجدت في الشرق الأوسط. يحتوي المستوى الأولى وهو بارتفاع 8 أمتار على رقاقات صخرية مثلثة وطويلة الشكل من الحضارة الفلوازية-الحضارة الموستيرية. أما الطبقة التي تعلوها فتمثل مخلفات صناعية من جميع المراحل الستة من العصر الحجري القديم العلوي. وجدت دراسة أجراها هويجير أو الوعل وغزال المهر كانا من المجموعات الحيوانية السائدة إيى جانب ستيفانورينوس.
أُنقذ الموقع من خطر الدفن تحت مخلفات الصرف الصحي الناتجة عن آلات صنع الحصى التي أقامتها دائرة الآثار عام 1964، على الرغم من أنه يصعب التعرّف على الموقع بسبب أعمال التحجير التي تسببت في دفنه تحت أطنانٍ من التربة.
بعض النظر عن الـ 10 أسنان التي وجدت في كهف أوجاغزلي في جنوب تركيا، فإن قصر عقيل هو الموقع الوحيد الذي احتوى على بقايا أشباه البشر من أوائل العصر الحجري القديم الأعلى والعصر الحجري القديم الأعلى في بلاد الشام المكتشفة حتى الآن.

## وصلات خارجية
- سجل الكربون المشع لقصر عقيل في قاعدة بيانات جامعة كولونيا نسخة محفوظة 21 مارس 2012 على موقع واي باك مشين.